# Fußball-Weltmeisterschaft 1970/Statistik
Dieser Artikel gibt einen Überblick über die Rekorde und Statistiken zur Fußball-Weltmeisterschaft 1970.

## Abschlusstabelle WM 1970
Die folgende Rangliste berücksichtigt die Kriterien der FIFA.
| Rang | Mannschaft       | Spiele | Siege | Unentschieden | Niederlagen | Tore  | Tordifferenz | Punkte |
| ---- | ---------------- | ------ | ----- | ------------- | ----------- | ----- | ------------ | ------ |
| 1    | Brasilien        | 6      | 6     | 0             | 0           | 19:7  | +12          | 12:0   |
| 2    | Italien          | 6      | 3     | 2             | 1           | 10:8  | +2           | 8:4    |
| 3    | BR Deutschland   | 6      | 5     | 0             | 1           | 17:10 | +7           | 10:2   |
| 4    | Uruguay          | 6      | 2     | 1             | 3           | 4:5   | −1           | 5:7    |
| 5    | Sowjetunion      | 4      | 2     | 1             | 1           | 6:2   | +4           | 5:3    |
| 6    | Mexiko           | 4      | 2     | 1             | 1           | 6:4   | +2           | 5:3    |
| 7    | Peru             | 4      | 2     | 0             | 2           | 9:9   | ±0           | 4:4    |
| 8    | England          | 4      | 2     | 0             | 2           | 4:4   | ±0           | 4:4    |
| 9    | Schweden         | 3      | 1     | 1             | 1           | 2:2   | ±0           | 3:3    |
| 10   | Belgien          | 3      | 1     | 0             | 2           | 4:5   | −1           | 2:4    |
|      | Rumänien         | 3      | 1     | 0             | 2           | 4:5   | −1           | 2:4    |
| 12   | Israel (E)       | 3      | 0     | 2             | 1           | 1:3   | −2           | 2:4    |
| 13   | Bulgarien        | 3      | 0     | 1             | 2           | 5:9   | −4           | 1:5    |
| 14   | Marokko (E)      | 3      | 0     | 1             | 2           | 2:6   | −4           | 1:5    |
| 15   | Tschechoslowakei | 3      | 0     | 0             | 3           | 2:7   | −5           | 0:6    |
| 16   | El Salvador (E)  | 3      | 0     | 0             | 3           | 0:9   | −9           | 0:6    |

Anmerkungen:
- Entscheidend für die Reihenfolge nach FIFA-Kriterien ist zunächst die erreichte Runde (Sieger, Finalist, Dritter, Halbfinalist, Viertelfinalist, Vorrunde). Ist die erreichte Runde gleich, entscheiden der Reihe nach die Zahl der Punkte, die Tordifferenz, die Zahl der geschossenen Tore und der direkte Vergleich. In der Verlängerung entschiedenene Spiele gehen mit dem Ergebnis nach 120 Minuten ein.[1]
- (E) = Erstteilnehmer

## Torschützen
- Erster Torschütze: Dinko Dermendschiew (Bulgarien) in der 13. Minute des Spiels gegen Peru
- Jüngster Torschütze: Clodoaldo (Brasilien) mit 20 Jahren
- Ältester Torschütze: Uwe Seeler (Deutschland) mit 33 Jahren
- Schnellster Torschütze: Ladislav Petráš (Tschechoslowakei) in der 4. Minute des Gruppenspiels gegen Rumänien
- Gerd Müller erzielte beim 5:2-Sieg gegen Bulgarien das 800. WM-Tor
- Uwe Seeler gelang es als erstem Spieler bei vier WM-Turnieren jeweils mindestens zwei Tore zu schießen: 1958 (2), 1962 (2), 1966 (2) und 1970 (3)
- Pelé konnte als zweiter Spieler zum zweiten Mal ein Finaltor erzielen und stellte die längste Zeitspanne zwischen zwei Finalteilnahmen  (12 Jahre) auf
- Pelé erzielte mit seinem Finaltor zudem das 100. WM-Tor für Brasilien und damit für die erste Nationalmannschaft

### Die besten Torschützen
Die zehn Tore von Gerd Müller wurden seitdem noch nicht wieder übertroffen, obwohl die vier besten Mannschaften seit 1974 ein Spiel mehr bestreiten.
| Rang | Spieler           | Tore |
| ---- | ----------------- | ---- |
| 1    | Gerd Müller       | 10   |
| 2    | Jairzinho         | 7    |
| 3    | Teófilo Cubillas  | 5    |
| 4    | Anatoli Byschowez | 4    |
|      | Pelé              | 4    |
| 6    | Rivelino          | 3    |
|      | Luigi Riva        | 3    |
|      | Uwe Seeler        | 3    |

| Rang | Spieler                 | Tore |
| ---- | ----------------------- | ---- |
| 9    | Gianni Rivera           | 2    |
|      | Raoul Lambert           | 2    |
|      | Florea Dumitrache       | 2    |
|      | Ladislav Petráš         | 2    |
|      | Wilfried Van Moer       | 2    |
|      | Alberto Gallardo        | 2    |
|      | Javier Valdivia         | 2    |
|      | Roberto Boninsegna      | 2    |
|      | Tostão (Fußballspieler) | 2    |

Darüber hinaus gab es 37 Spieler mit einem Treffer. Hinzu kommt ein Eigentor.

## Trainer
- Jüngster Trainer: Blagoja Vidinić (Jugoslawien/Marokko) mit 36 Jahren
- Nur Marokko und Peru wurden von einem ausländischen Trainer betreut, dem Jugoslawen Blagoja Vidinić bzw. dem Brasilianer Didi.

## Schiedsrichter
- Mit Rudi Glöckner (DDR) leitete erstmals ein Schiedsrichter das WM-Finale, der einem Verband angehörte, der sich noch nicht für eine WM-Endrunde qualifizieren konnte.

## Qualifikation
- Für diese WM hatten sich wie vier Jahre zuvor 71 Mannschaften gemeldet.
- Mexiko als Gastgeber und England als Titelverteidiger waren automatisch qualifiziert.
- Wie zuvor gab es bei Punktgleichheit wieder Entscheidungsspiele, der Fall trat nur einmal in Europa ein: Die Tschechoslowakei konnte dann gegen Ungarn gewinnen, das einerseits in der Gruppe die bessere Tordifferenz und andererseits auch den direkten Vergleich gewonnen hatte.
- Zudem gab es in Mittelamerika Entscheidungsspiele. Zunächst im Halbfinale zwischen El Salvador und Honduras. Nachdem Honduras zunächst daheim mit 1:0 gewonnen hatte, wurde das Rückspiel mit 0:3 und dann auch das Entscheidungsspiel mit 2:3 n. V. verloren, was anschließend zum Fußballkrieg führte.
- Auch das Finale zwischen El Salvador und Haiti wurde erst im dritten Spiel entschieden. Zuvor hatte El Salvador in Haiti mit 2:1 gewonnen, dann aber daheim mit 0:3 verloren. Auf neutralem Platz konnten El Salvador dann nach Verlängerung mit 1:0 gewinnen, womit El Salvador die erste Mannschaft wurde, die zwei Entscheidungsspiele brauchte.
- In der Asien/Ozeanien-Qualifikation konnte sich Australien im Entscheidungsspiel nach zwei Unentschieden mit 3:1 gegen Rhodesien durchsetzen, scheiterte aber letztlich an Israel, dem damit die bis heute einmalige Qualifikation gelang.
- In Afrika setzte sich Marokko in der ersten Runde im Entscheidungsspiel  gegen den Senegal durch, benötigte dann gegen Tunesien in der zweiten Runde nach zwei torlosen Remis und einem 2:2 im Entscheidungsspiel das Losglück. Bei zwei anderen afrikanischen Paarungen wurden dagegen die geschossenen Tore berücksichtigt.
- Argentinien konnte sich für diese WM und damit bis heute letztmals nicht qualifizieren.
- Erstmals konnte sich der amtierende Olympiasieger (Ungarn) nicht qualifizieren.

## Besonderheiten
- Die Halbfinalspiele wurden zum ersten Mal zwischen vier ehemaligen Weltmeistern ausgetragen.
- Uwe Seeler wurde mit 21 Spielen WM-Rekordspieler, was erstmals 1986 vom Polen Władysław Żmuda eingestellt und 1998 von Lothar Matthäus überboten wurde.
- Mário Zagallo konnte als Erster nach dem WM-Gewinn als Spieler bei dieser WM auch als Trainer den WM-Titel holen.
- Uwe Seeler war der erste Spieler, der 12 Gruppenspiele bestritt (bei vier Turnieren jeweils alle Gruppenspiele) und beim 3:1-Sieg gegen Peru im letzten Gruppenspiel den Rekord von Antonio Carbajal von 11 Spielen überbot.
- Für Brasilien begann mit dieser WM die längste Serie an Vorrundenspielen ohne Niederlage: 23 Spiele von 1970 bis 1998.
- Schweden schied auf Grund der schlechteren Tordifferenz bei Punktgleichheit gegenüber Uruguay nach der Vorrunde aus, obwohl sie gegen Uruguay gewonnen hatten.
- In Mexiko erreichten zum bisher einzigen Mal zwei südamerikanische Mannschaften außerhalb Südamerikas das Halbfinale.
- Deutschland wurde als erste Mannschaft zum zweiten Mal Dritter.
- Uruguay wurde als erste Mannschaft zum zweiten Mal Vierter.
- Zum bisher einzigen Mal waren beide Finalisten bei der vorherigen WM in der Vorrunde ausgeschieden.
- Zum ersten Mal trafen Titelverteidiger (England) und der spätere Weltmeister (Brasilien) in der Vorrunde aufeinander.
- Zum ersten Mal trafen die beiden Finalisten der vorherigen WM wieder aufeinander, wobei Deutschland diesmal gegen England nach Verlängerung gewinnen konnte.
- Toluca ist bis heute mit 2638 Metern der höchstgelegene WM-Spielort.
- Mit 50.124 Zuschauern pro Spiel wurde ein neuer Zuschauerrekord aufgestellt, der erst 1994 überboten wurde.
- Bei dieser WM war erstmals die Nutzung von Gelben und Roten Karten möglich, um Verwarnungen und Platzverweise eindeutig anzuzeigen. Die erste Gelbe Karte erhielt Kachi Assatiani (Sowjetunion) im Eröffnungsspiel gegen Mexiko. Rote Karten mussten nicht verteilt werden, sie kamen erstmals vier Jahre später zur Anwendung.
- Bei dieser WM waren auch erstmals Auswechslungen von Spielern erlaubt. Jede Mannschaft hatte die Möglichkeit, zwei Spieler auszutauschen, da die FIFA Bedenken wegen der Belastung der Spieler bei großer Hitze und großer Höhe hatte. Erster ausgewechselter Spieler war Wiktor Serebrjannikow (Sowjetunion), für den Anatolij Pusatsch zur zweiten Halbzeit im Eröffnungsspiel eingewechselt wurde.
- Bei der deutschen Mannschaft wurde Jürgen Grabowski in den ersten vier Spielen immer eingewechselt. Lediglich im Halbfinale stand er in der Startelf und spielte bis zum Ende mit.

## Fortlaufende Rangliste
Seit dieser WM steht Italien ununterbrochen auf dem 3. Platz. Mexiko erreicht erstmals wieder nach der ersten WM, wo sie den 13. und letzten Platz belegten, einen Top-20-Platz, der nur 1982 durch Nichtteilnahme vorübergehend verloren wird.
| Rang | Mannschaft               | Teilnahmen | Spiele | Siege | Unentschieden | Niederlagen | Tore   | Tordifferenz | Punkte |
| ---- | ------------------------ | ---------- | ------ | ----- | ------------- | ----------- | ------ | ------------ | ------ |
| 1    | Brasilien (=)            | 9          | 38     | 26    | 5             | 7           | 103:49 | +54          | 57:19  |
| 2    | BR Deutschland (=)       | 7          | 34     | 21    | 5             | 8           | 87:59  | +28          | 47:21  |
| 3    | Italien ↑2               | 7          | 26     | 15    | 5             | 6           | 49:30  | +19          | 35:17  |
| 4    | Uruguay (=)              | 6          | 26     | 14    | 4             | 8           | 56:33  | +23          | 32:20  |
| 5    | Ungarn ↓2                | 6          | 24     | 13    | 2             | 8           | 70:34  | +36          | 28:18  |
| 6    | England (=)              | 6          | 24     | 10    | 6             | 8           | 34:28  | +6           | 26:22  |
| 7    | Sowjetunion ↑2           | 4          | 19     | 10    | 3             | 6           | 30:21  | +9           | 23:15  |
| 8    | Jugoslawien ↓1           | 5          | 19     | 9     | 3             | 7           | 33:27  | +6           | 21:17  |
| 9    | Schweden ↑2              | 5          | 19     | 9     | 3             | 7           | 40:37  | +3           | 21:17  |
| 10   | Tschechoslowakei ↓2      | 6          | 22     | 8     | 3             | 11          | 32:36  | −4           | 19:25  |
| 11   | Argentinien ↓1           | 5          | 16     | 8     | 2             | 6           | 31:27  | +4           | 18:14  |
| 12   | Chile (=)                | 4          | 15     | 7     | 1             | 7           | 22:22  | ±0           | 15:15  |
| 13   | Frankreich (=)           | 6          | 17     | 7     | 1             | 9           | 38:33  | +5           | 15:19  |
| 14   | Spanien (=)              | 4          | 15     | 6     | 2             | 7           | 20:23  | −3           | 14:16  |
| 15   | Österreich (=)           | 3          | 12     | 6     | 1             | 5           | 26:26  | ±0           | 13:11  |
| 16   | Schweiz (=)              | 6          | 18     | 5     | 2             | 11          | 28:44  | −16          | 12:24  |
| 17   | Portugal (=)             | 1          | 6      | 5     | 0             | 1           | 17:8   | +9           | 10:2   |
| 18   | Mexiko ↑4                | 7          | 21     | 3     | 4             | 14          | 19:50  | −31          | 10:32  |
| 19   | Paraguay ↓1              | 3          | 7      | 2     | 2             | 3           | 12:19  | −7           | 6:8    |
| 20   | Vereinigte Staaten ↓1    | 3          | 7      | 3     | 0             | 4           | 12:21  | −9           | 6:8    |
| 21   | Wales ↓1                 | 1          | 5      | 1     | 3             | 1           | 4:4    | ±0           | 5:5    |
| 22   | Nordirland ↓1            | 1          | 5      | 2     | 1             | 2           | 6:10   | −4           | 5:5    |
| 23   | Rumänien ↑2              | 4          | 8      | 2     | 1             | 5           | 12:17  | −5           | 5:11   |
| 24   | Peru ↑11                 | 2          | 4      | 2     | 0             | 4           | 10:13  | −3           | 4:8    |
| 25   | Kuba ↓2                  | 1          | 3      | 1     | 1             | 1           | 5:12   | −7           | 3:3    |
| 26   | Nordkorea ↓2             | 1          | 4      | 1     | 1             | 2           | 5:9    | −2           | 3:5    |
| 27   | Belgien ↑2               | 5          | 9      | 1     | 1             | 7           | 12:25  | −13          | 3:15   |
| 28   | Türkei ↓2                | 1          | 3      | 1     | 0             | 2           | 10:11  | −1           | 2:4    |
| 29   | Israel (N)               | 1          | 3      | 0     | 2             | 1           | 1:3    | −2           | 2:4    |
| 30   | Bulgarien (=)            | 3          | 9      | 0     | 2             | 7           | 7:24   | −17          | 2:16   |
| 31   | Marokko (N)              | 1          | 3      | 0     | 1             | 2           | 2:6    | −4           | 1:5    |
| 32   | Kolumbien ↓5             | 1          | 3      | 0     | 1             | 2           | 5:11   | −6           | 1:5    |
| 33   | Schottland ↓5            | 2          | 5      | 0     | 1             | 4           | 4:14   | −10          | 1:9    |
| 34   | Polen ↓3                 | 1          | 1      | 0     | 0             | 1           | 5:6    | −1           | 0:2    |
| 35   | Norwegen ↓3              | 1          | 1      | 0     | 0             | 1           | 1:2    | −1           | 0:2    |
| 36   | Ägypten ↓3               | 1          | 1      | 0     | 0             | 1           | 2:4    | −2           | 0:2    |
| 37   | Niederländisch-Indien ↓3 | 1          | 1      | 0     | 0             | 1           | 0:6    | −6           | 0:2    |
| 38   | Niederlande ↓2           | 2          | 2      | 0     | 0             | 2           | 2:6    | −4           | 0:4    |
| 39   | Südkorea ↓2              | 1          | 2      | 0     | 0             | 2           | 0:16   | −16          | 0:4    |
| 40   | El Salvador (N)          | 1          | 3      | 0     | 0             | 3           | 0:9    | −9           | 0:6    |
| 41   | Bolivien ↓3              | 2          | 2      | 0     | 0             | 2           | 0:16   | −16          | 0:6    |

- Anmerkung: Kursiv gesetzte Mannschaften waren 1970 nicht dabei, die fett gesetzte Mannschaft gewann das Turnier